# Helichrysum
Helichrysum és un gènere de plantes amb flors dins la família de les asteràcies. Consta d'unes 600 espècies. L'espècie tipus és Helichrysum orientale. El nom del gènere deriva del grec helisso (fer voltes) i chrysos (or).
Apareix a Àfrica (amb 244 espècies a Àfrica del Sud), Madagascar, Australàsia i Euràsia. Les plantes poden ser anuals, herbàcies, perennes o arbusts que fan fins a 60–90 cm d'alt. Molts dels membres del gènere s'han reclassificat, alguns en el gènere Xerochrysum.
Les seves fulles són d'oblongues a lanceolades. Són planes i pubescents en els dos costats.
Algunes espècies són cultivades com plantes ornamentals i per a flor seca, una vegada tallades les tiges mantenen el color i la forma durant molt temps.
Helichrysum angustifolium o Helichrysum italicum es destil·len i produeixen un oli essencial apreciat en perfumeria.

## Taxonomia
Hilllard (1983) divideix aquest grup gran i heterogeni en 30 grups morfològics. Però aquest gènere està controvertit i molts consideren que és un gènere artificial. Probablement és un gènere polifilètic.
Les espècies establertes inclouen:
- Helichrysum abrotaniforme
- Helichrysum aciculare
- Helichrysum acuminatum

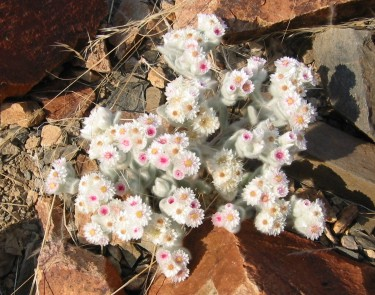
Helichrysum roseo-niveum a Namíbia

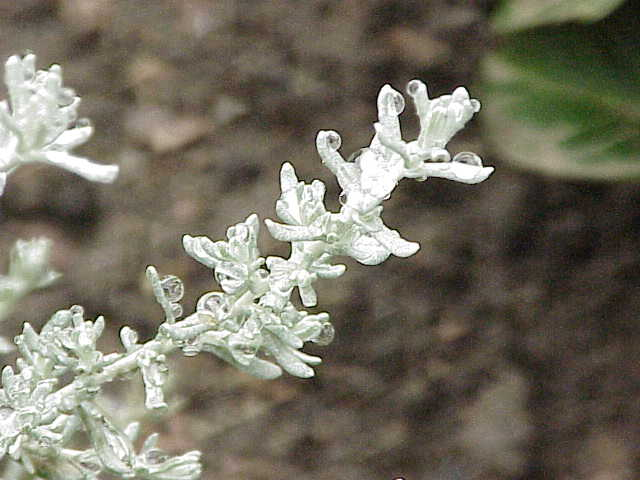
Helichrysum petiolare

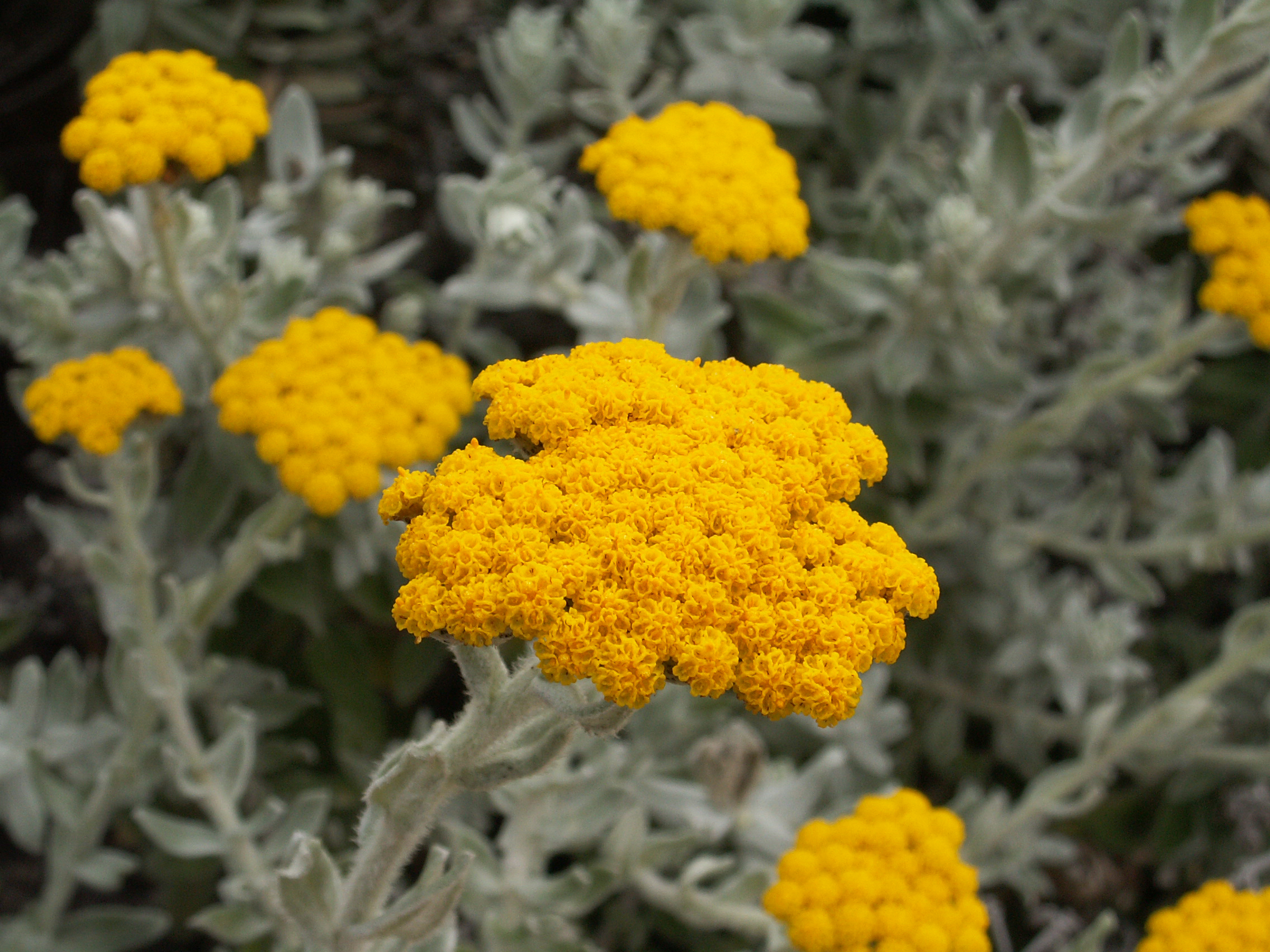
Helichrysum moeserianum a Àfrica del Sud

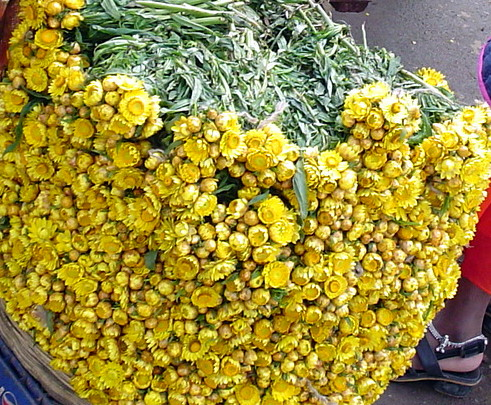
Helichrysum setosum (?)

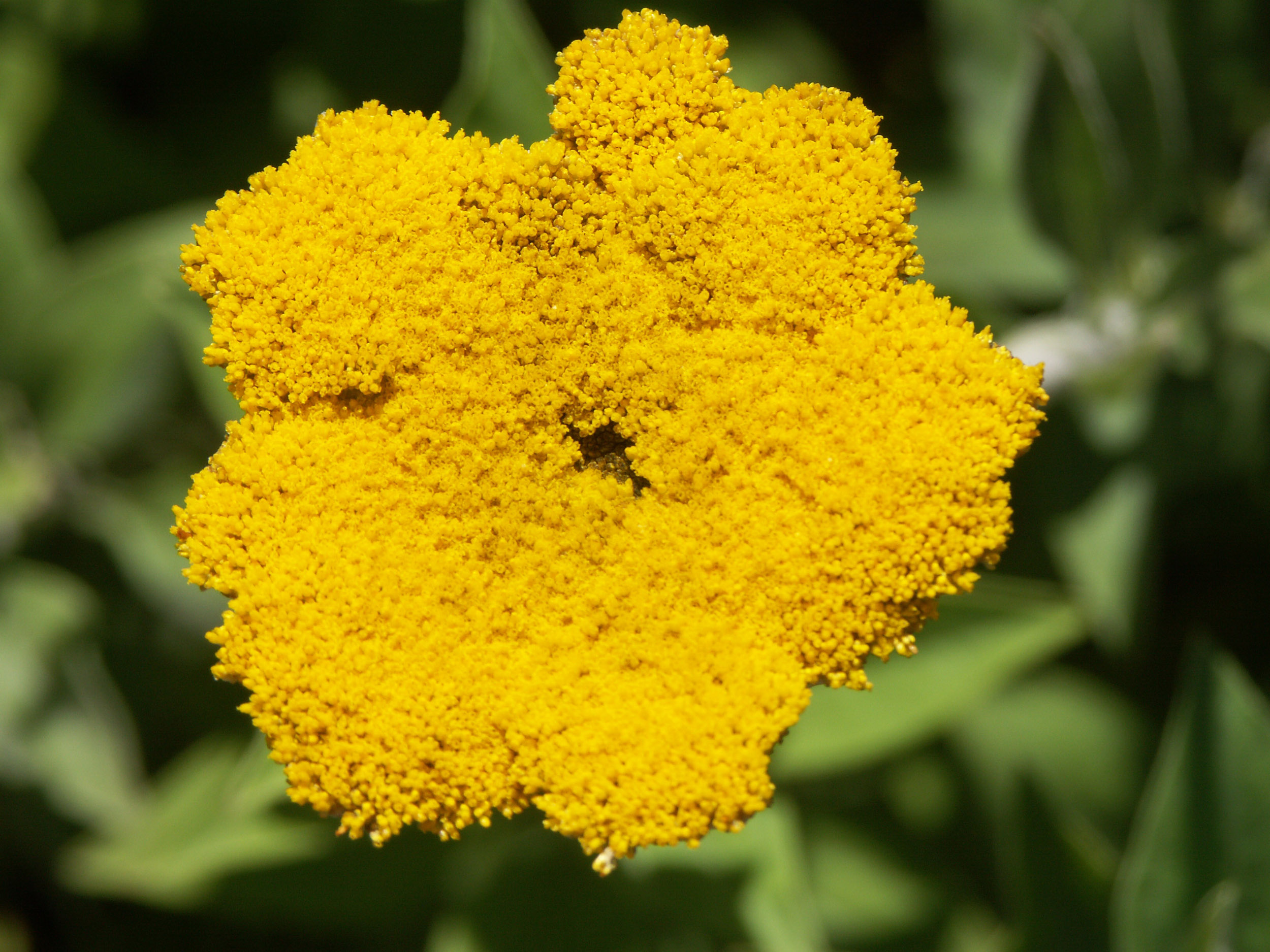
Helichrysum umbraculigerum

- Helichrysum acutatum : Sticky Everlasting
- Helichrysum adenocarpum : Pink Everlasting, Red Everlasting
- Helichrysum adenophorum
- Helichrysum adnatum
- Helichrysum adonidiforme
- Helichrysum aggregatum
- Helichrysum alatum
- Helichrysum albicans
- Helichrysum allioides
- Helichrysum alpinum
- Helichrysum ambiguum
- Helichrysum amorginum
- Helichrysum angustifolium
- Helichrysum angustum
- Helichrysum anomalum
- Helichrysum antennaria
- Helichrysum anthemoides
- Helichrysum apiculatum
- Helichrysum appendiculatum : Sheep's Ears Everlasting
- Helichrysum arachnoides
- Helichrysum arenarium : Dwarf Everlasting
  - Helichrysum arenarium ssp. arenarium
  - Helichrysum arenarium ssp. ponticum
- Helichrysum argentissimum
- Helichrysum argyroglottis
- Helichrysum argyrolepis
- Helichrysum argyrophyllum
- Helichrysum argyrosphaerum : Wild Everlasting
- Helichrysum asteroides
- Helichrysum aureonitens : Golden Everlasting
- Helichrysum aureum : Yellow Everlasting
- Helichrysum auriceps
- Helichrysum ayersii
- Helichrysum baccharoides
- Helichrysum backhousei
- Helichrysum balfourii
- Helichrysum banksii
- Helichrysum basedowii
- Helichrysum beckleri
- Helichrysum biafranum
- Helichrysum bicolor
- Helichrysum bidwillii
- Helichrysum bilobum
- Helichrysum blackallii
- Helichrysum blandowskianum
- Helichrysum boormanii
- Helichrysum brachyrhynchum
- Helichrysum buftonii
- Helichrysum bupthalmoides
- Helichrysum caespititium
- Helichrysum calvertianum
- Helichrysum cameroonense
- Helichrysum candolleanum
- Helichrysum cassinioides
- Helichrysum cassiope
- Helichrysum cephaloideum
- Helichrysum cerastioides
- Helichrysum chionosphaerum : Dwarf Everlasting
- Helichrysum chlorochrysum
- Helichrysum cinereum
- Helichrysum cladochaetum
- Helichrysum cochleariforme : Gold-and-silver
- Helichrysum collinum
- Helichrysum conditum
- Helichrysum confertifolium
- Helichrysum cooperi : Yellow Everlasting
- Helichrysum cordatum
- Helichrysum coriaceum
- Helichrysum costatifructum
- Helichrysum crispum
- Helichrysum cunninghamii
- Helichrysum cylindrifolium
- Helichrysum cymosum
- Helichrysum dasyanthum
- Helichrysum dasymallum
- Helichrysum davenportii
- Helichrysum decorum
- Helichrysum diosmifolium (sinònim d'Ozothamnus diosmifolius)
- Helichrysum diotophyllum
- Helichrysum doerfleri
- Helichrysum ecklonis : Ecklon's Everlasting
- Helichrysum epapposum
- Helichrysum eremaeum
- Helichrysum eriocephalum
- Helichrysum erosum
- Helichrysum expansifolium
- Helichrysum felinum : Strawberry Everlasting
- Helichrysum ferrugineum
- Helichrysum filifolium
- Helichrysum flavissimum
- Helichrysum foetidum : Polecat Strawflower, Stinking Strawflower
- Helichrysum formosissimum
- Helichrysum frigidum
- Helichrysum gatesii
- Helichrysum gerberaefolium[1]
- Helichrysum gilesii
- Helichrysum glomeratum
- Helichrysum glutinosum
- Helichrysum gracilescens
- Helichrysum grandiflorum
- Helichrysum graveolens
- Helichrysum grayi
- Helichrysum griseum
- Helichrysum gymnocephalum
- Helichrysum gymnocomum
- Helichrysum harveyanum
- Helichrysum hebelepis
- Helichrysum heldreichii
- Helichrysum herbaceum : Monkey-tail Everlasting
- Helichrysum hirtoviscosum
- Helichrysum humboldtianum
- Helichrysum hypoleucum
- Helichrysum incanum
- Helichrysum indicum
- Helichrysum inornatum
- Helichrysum insigne
- Helichrysum involucratum
- Helichrysum italicum
  - Helichrysum italicum ssp. italicum
  - Helichrysum italicum ssp. microphyllum
  - Helichrysum italicum ssp. serotinum
- Helichrysum kempei
- Helichrysum kraussii : Straw Everlasting
- Helichrysum krookii
- Helichrysum lanuginosum
- Helichrysum lawrencella
- Helichrysum ledifolium
- Helichrysum lepidophyllum
- Helichrysum leptolepis
- Helichrysum leucocephalum
- Helichrysum leucopsideum
- Helichrysum lindleyi
- Helichrysum lindsayanum
- Helichrysum lucidum
- Helichrysum lucilioides
- Helichrysum lycopodioides
- Helichrysum macivorii
- Helichrysum maidenii
- Helichrysum manglesii
- Helichrysum mannii
- Helichrysum melanacme
- Helichrysum melitense
- Helichrysum mellorianum
- Helichrysum milliganii
- Helichrysum mimetes : Curry Everlasting
- Helichrysum moeserianum
- Helichrysum monochaetum
- Helichrysum mundtii
- Helichrysum nanum
- Helichrysum newcastlianum
- Helichrysum nimmoanum
- Helichrysum niveum
- Helichrysum nudifolium : Hottentot's Tea
- Helichrysum obcordatum
- Helichrysum obovatum
- Helichrysum obtusifolium
- Helichrysum occidentale
- Helichrysum odoratissimum
- Helichrysum oldfieldii
- Helichrysum oligochaetum
- Helichrysum oreophilum
- Helichrysum orientale (tespècie tipus)
- Helichrysum oxylepis
- Helichrysum pallidum
- Helichrysum panduratum
- Helichrysum pandurifolium
- Helichrysum paralium
- Helichrysum patulum : Honey Everlasting
- Helichrysum paulayanum
- Helichrysum pedunculatum
- Helichrysum petiolare : Licorice Plant
- Helichrysum pholidotum
- Helichrysum pilosellum
- Helichrysum pleurandroides
- Helichrysum plicatum
- Helichrysum podolepidium
- Helichrysum populifolium : Poplar Helichrysum
- Helichrysum porrectum
- Helichrysum pseudoferrugineum
- Helichrysum pseudoturbinatum
- Helichrysum pterochaetum
- Helichrysum pumilio
- Helichrysum purpurascens
- Helichrysum puteale
- Helichrysum ramosissimum
- Helichrysum readeri
- Helichrysum reticulatum
- Helichrysum reflexum : White Everlasting
- Helichrysum retortum
- Helichrysum revolutum
- Helichrysum robustum
- Helichrysum rogersianum
- Helichrysum roseum
- Helichrysum rosulatum
- Helichrysum rosum
- Helichrysum ruderale
- Helichrysum rufescens
- Helichrysum rugulosum
- Helichrysum rupestre
- Helichrysum sanguineum : Red everlasting
- Helichrysum sarcodes
- Helichrysum saxatile
  - Helichrysum saxatile ssp. errerae
  - Helichrysum saxatile ssp. saxatile
- Helichrysum scitulum
- Helichrysum scutellifolium
- Helichrysum secundiflorum
- Helichrysum selaginoides
- Helichrysum semiamplexicaule
- Helichrysum semicalvum
- Helichrysum semifertile
- Helichrysum semipapposum
- Helichrysum setosum : Yellow Everlasting
- Helichrysum sibthorpii
- Helichrysum sonderi
- Helichrysum spiceri
- Helichrysum spiralepis
- Helichrysum sphaerocephalum
- Helichrysum splendidum : Cape Gold
- Helichrysum stellatum
- Helichrysum stipitatum
- Helichrysum stirlingii
- Helichrysum stoechas Similar a Helichrysum arenarium
  - Helichrysum stoechas ssp. barrelieri
  - Helichrysum stoechas ssp. stoechas
- Helichrysum stoveae
- Helichrysum subulifolium
- Helichrysum suffruticosum
- Helichrysum sulcaticaule
- Helichrysum superbum
- Helichrysum sutherlandii
- Helichrysum tasmanicum
- Helichrysum teretifolium
- Helichrysum thianschanicum
- Helichrysum thomsonii
- Helichrysum trilineatum
- Helichrysum tuckeri
- Helichrysum turbinatum
- Helichrysum umbraculigerum
- Helichrysum vagans
- Helichrysum versicolor
- Helichrysum viscosum
- Helichrysum waitzioides
- Helichrysum whitei